# ウォーレン・ヘースティングズ

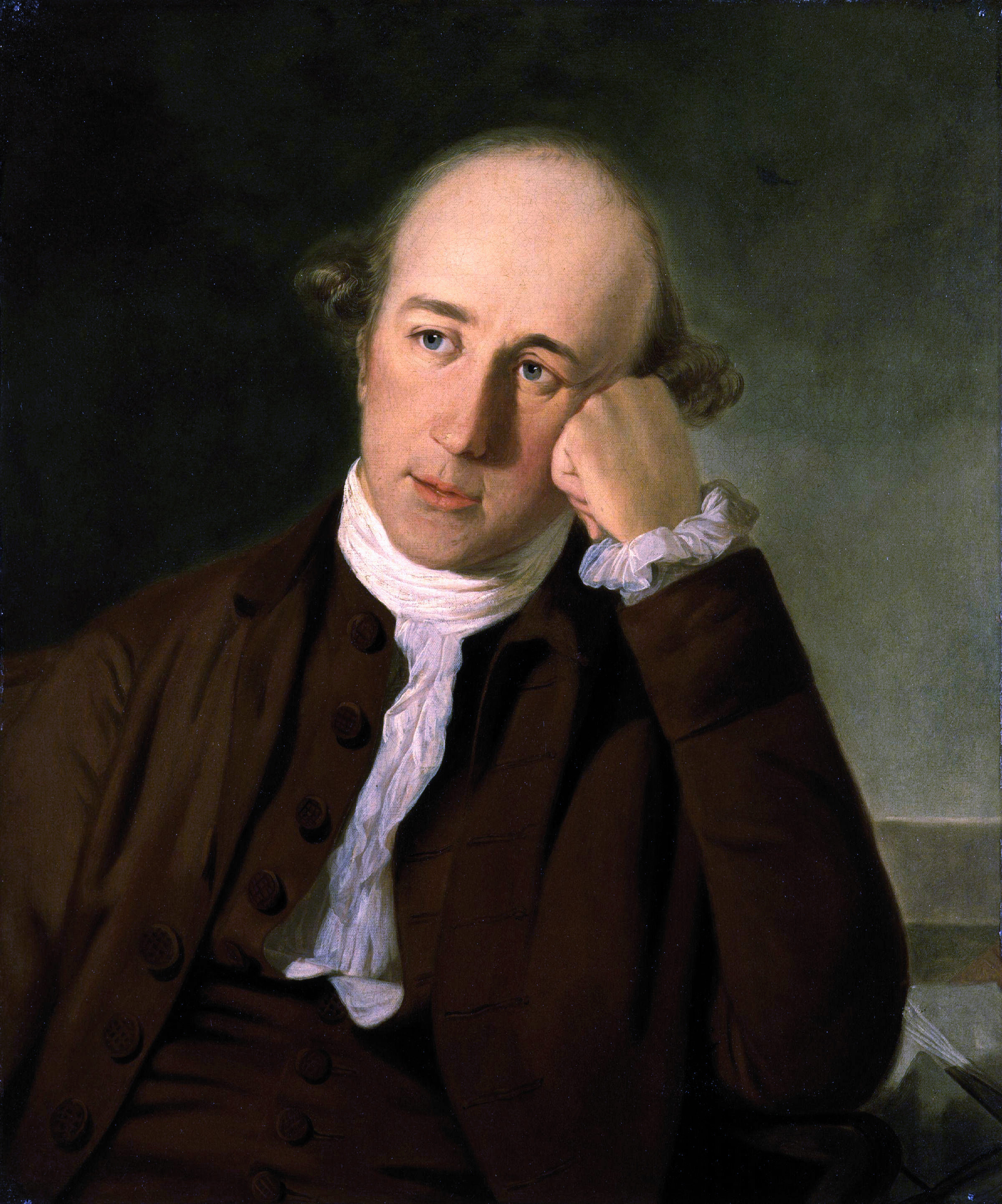
ウォーレン・ヘースティングズ

ウォーレン・ヘースティングズ（Warren Hastings, 1732年12月6日 - 1818年8月22日）は、英領インドの初代総督。在任中重要な改革を行い、またインドの文学や芸術を愛好した。

## 経歴
- 1732年　イングランドのオックスフォードシャー・チャーチルに生まれる
- 1750年　イギリス東インド会社に書記として入社
- 1756年　カルカッタでベンガル太守軍の捕虜となるが釈放される
- 1757年　ムルシダーバード地区理事官
- 1761年　カルカッタ管区参事会参事
- 1764年　帰国
- 1769年　インドに戻り、マドラス管区参事会参事
- 1772年　ベンガル知事
- 1773年　初代インド総督（1786年まで）
- 1786年　帰国
- 1787年　イギリス上院で不正行為を弾劾される
- 1797年　無罪決定
- 1814年　枢密院議員

### 政策
ベンガル知事時代、「知識の蓄積、なかんずく、われわれが征服によって支配を行使する人びととの社会的コミュニケーションによって得られる知識は、国にとって有益」という彼の言葉がある。ヘースティングズの政策で注目すべきなのは、現地語重視政策と1772年の司法制度に関する規則である。